# Какури
Каку̀ри (на италиански: Caccuri) е село и община в Южна Италия, провинция Кротоне, регион Калабрия. Разположено е на 646 m надморска височина. Населението на общината е 1677 души (към 2012 г.).